# Rachel Wood
Rachel Wood est paléobiologiste, géologue et professeure de géosciences des carbonates à la School of GeoSciences de l'Université d'Édimbourg .

## Biographie
Ses recherches portent sur la transition Édiacarien – Cambrien, l'origine de la biominéralisation, l'évolution des systèmes récifaux et la production de carbonates à travers le temps.
Elle est l'auteur de Reef Evolution publié par Oxford University Press (1999) ,,.
Elle est rédactrice en chef adjointe de la revue Science Advances . En 2020, elle reçoit la médaille Lyell de la Geological Society of London  et en 2022, elle est élue membre de la Royal Society .